# Johanna von Dreux
Johanna von Dreux genannt die Lahme (la Boiteuse) (* 1319; † 10. September 1384) war Gräfin von Penthièvre und Titular-Herzogin der Bretagne während des Bretonischen Erbfolgekriegs. Sie war einziges Kind des Guido von Dreux, Graf von Penthièvre, und nach dem Tod ihres Vaters 1331 als Nichte des kinderlosen Herzogs Johann III. von Bretagne, dessen potenzielle Erbin.
1337 wurde sie in Paris mit Karl von Blois verheiratet und erhob 1341, nach dem Tod Johanns III., gemeinsam mit ihrem Gatten Anspruch auf die Bretagne. Hierbei wurde sie unterstützt von der französischen Krone, fand jedoch einen Widersacher in Johann IV., einem Halbbruder von Johann III. aus der zweiten Ehe Herzog Arthurs II. mit Yolande de Dreux, dessen Ansprüche von der englischen Krone gestützt wurden. Das Resultat dieses Konfliktes war der Bretonische Erbfolgekrieg, der erst 1364 mit der Niederlage und dem Tod Karls von Blois in der Schlacht von Auray endete.
| Personendaten    | Personendaten                                                                                   |
| ---------------- | ----------------------------------------------------------------------------------------------- |
| NAME             | Johanna von Dreux                                                                               |
| ALTERNATIVNAMEN  | Johanna die Lahme                                                                               |
| KURZBESCHREIBUNG | Gräfin von Penthièvre und Titular-Herzogin der Bretagne während des Bretonischen Erbfolgekriegs |
| GEBURTSDATUM     | 1319                                                                                            |
| STERBEDATUM      | 10. September 1384                                                                              |